# Akiko (nome)
Akiko  è un nome proprio di persona giapponese femminile.

## Origine e diffusione
È composto da due elementi, aki e ko, che, come in gran parte dei nomi giapponesi, possono essere ricondotti a differenti kanji: aki può derivare da 晶 ("scintilla"), 明 ("brillante") o 秋 ("autunno"), mentre ko viene da 子 ("bambino", "figlio"). I kanji di aki si possono ritrovare anche in Aki e Akira, mentre il kanji di ko compone diversi altri nomi, come Fujiko, Naoko, Chiyoko, Tamiko, Yōko, Ayako, Sachiko, Reiko, Aiko, Keiko e via dicendo.

## Onomastico
Akiko è un nome adespota, in quanto non esistono sante chiamate così. L'onomastico si festeggia dunque il 1º novembre, giorno di Ognissanti.

## Persone

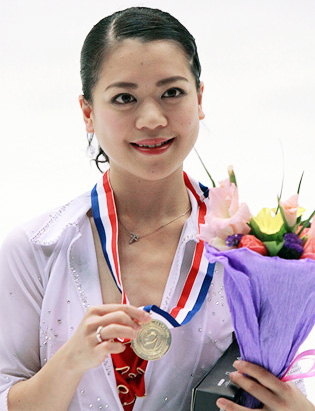
Akiko Suzuki

Akiko Yosano

- Akiko Hasegawa, cantante e doppiatrice giapponese
- Akiko Hiramatsu, doppiatrice giapponese
- Akiko Ino, pallavolista giapponese
- Akiko Kijimuta, tennista giapponese
- Akiko Kojima, modella giapponese
- Akiko Kono, pallavolista giapponese
- Akiko Morigami, tennista giapponese
- Akiko Nakagawa, doppiatrice giapponese
- Akiko Shikata, compositrice e cantante giapponese
- Akiko Suzuki, pattinatrice artistica su ghiaccio giapponese
- Akiko Takeshita, attrice giapponese
- Akiko Uchida, pallavolista giapponese
- Akiko Wakabayashi, attrice giapponese
- Akiko Yajima, doppiatrice giapponese
- Akiko Yano, musicista giapponese
- Akiko Yosano, poetessa giapponese
- Akiko Yoshida, vero nome di Kokia, cantante giapponese